# Museo Arqueológico de La Gomera
El Museo Arqueológico de La Gomera es un museo ubicado en San Sebastián de La Gomera, España. Tiene su sede en la Casa Echeverría, construida en el siglo XVIII, y está dedicado a la cultura de los antiguos gomeros. Fue fundado el 25 de abril de 2007, con el fin de reunir las piezas disponibles y actuar como centro de la investigación arqueológica de la isla.
El museo es de titularidad pública y está gestionado por el Cabildo Insular de La Gomera, en particular por su Servicio de Patrimonio Histórico.

## Sede
El museo está situado en la Casa Echevarría, en San Sebastián de La Gomera. Según Hernández Marrero, en la ubicación del actual edificio podría haber estado situada una construcción más antigua que fue destruida por un ataque pirata a la isla en 1619. La construcción actual data del siglo XVIII y fue originalmente la casa solariega de Miguel de Echeverría y Mayora, un noble originario de Navarra, que le dio su actual nombre. Durante el siglo XX, el edificio, que por la presencia de un cañón que ejercía de contrafuerte en una esquina fue llamado popularmente «La Casa del Cañón», acogió viviendas en su primera planta, el juzgado de la isla en la segunda y una latonería en su frontal. La Casa Echeverría sería posteriormente adquirida en 1994 por el cabildo insular y rehabilitada para acoger el museo, que fue inaugurado en 2007.

## Colecciones
El museo reúne piezas relacionadas con la cultura aborigen gomera. La etapa en la que se puede encuadrar la colección es la Prehistoria gomera aunque, si bien técnicamente esta finaliza en 1489 con la toma de la isla por conquistadores castellanos, la cultura aborigen de la isla perduró durante mucho más tiempo. El espacio de exposición cuenta con cuatro salas (correspondientes al contexto geográfico e histórico, manufacturas, antropología y cuestiones sociales, y creencias y simbolismo, respectivamente) y un patio central, con 68 piezas originales y 5 recreaciones, junto con una amplia cantidad de paneles informativos, si bien el fondo total custodiado por el museo asciende a más de 21 000 piezas.